# Лагранж, Владимир Руфинович
Владимир Руфинович Лагра́нж (4 мая 1939, Москва — 22 января 2022, Москва) — советский и российский фотограф и фотожурналист. Фотокорреспондент ТАСС, классик отечественной фотографии. Почётный член Союза фотохудожников России.

## Биография
Родился 4 мая 1939 года в Москве, в семье оператора художественного кино Руфина Владимировича Лагранжа (13.10.1912—1945 или 1948) и Евгении Владимировны Калужской (1915—1974), фотографа и фоторедактора. Бабушка Владимира Лагранжа — Маргарита Руфиновна Лагранж-Судковская (1884—1972), художник, член Союза художников СССР — дочь живописца-мариниста, академика Императорской Академии художеств Руфина Гавриловича Судковского. Дед, доктор медицины Владимир Владимирович Лагранж (1869 — 26.08.1918) от первого брака с Ольгой Александровной Гельшерт (19.01.1877 — 27.07.1901) имел сына Владимира (11.01.1894 — 1937) и дочь Надежду (11.07.1898 — 1942); а во втором браке с Маргаритой Руфиновной Судковской кроме Руфина имел ещё сына Ростислава (1911—1963) — гидролога, репрессированного в 1944 году и дочь Любовь (1917—1983).
В 1959 году пришёл в Фотохронику ТАСС; считал своими первыми учителями корифеев фотографии Василия Егорова и Николая Кулешова, у которых стал учеником фотокорреспондента; затем был фотокорреспондентом ТАСС.
В 1963 году участвовал в своей первой международной выставке в Будапеште, где получил золотую медаль за фотографию «Маленькие балерины». Фотография была снята в балетной студии только что отстроенного Дворца пионеров на Ленинских горах.
В 1964 году поступил на факультет журналистики МГУ.
В разные годы сотрудничал с отечественными и зарубежными изданиями: «Литературная газета», «Комсомольская правда», АПН, «Paris Match», «Freie Welt», французским агентством «Sipa Press».
Владимир Лагранж — признанный классик отечественной фотографии, участник многочисленных конкурсов и выставок, обладатель профессиональных премий, медалей, призов и дипломов. Он удостоен высшей награды профессиональной гильдии фотографов и Союза журналистов «Золотой глаз России». Автор хрестоматийного снимка «Голуби над Кремлём».
Скончался в Москве 22 января 2022 года на 83-м году жизни. Похоронен на Донском кладбище.

## Основные выставки
- 2008—2009 — «Так мы жили». Персональная выставка В.Лагранжа. Фотогалерея имени братьев Люмьер
- 2007 — «Большая энциклопедия маленькой жизни»
- 2004 — «Выставка цветной фотографии»
- 2003 — «Времена года»
- 2002 — «Взгляд Шмеля»
- 1999 — «Мотивы»
- 1970-е — «СССР: страна и люди в художественной фотографии», «Интерпрессфото», «Worldpressphoto».
- 1960-е — «Семилетка в действии», «Наша молодость», Международная выставка в Будапеште.

## Семья
Жена — Нина Петровна Лагранж (урожд. Иванова; г.р. 1938), редактор в издательстве.
Сын — Евгений Лагранж (1976—2013), оператор российских телеканалов НТВ и РТР.